# Gulag de Vorkutá

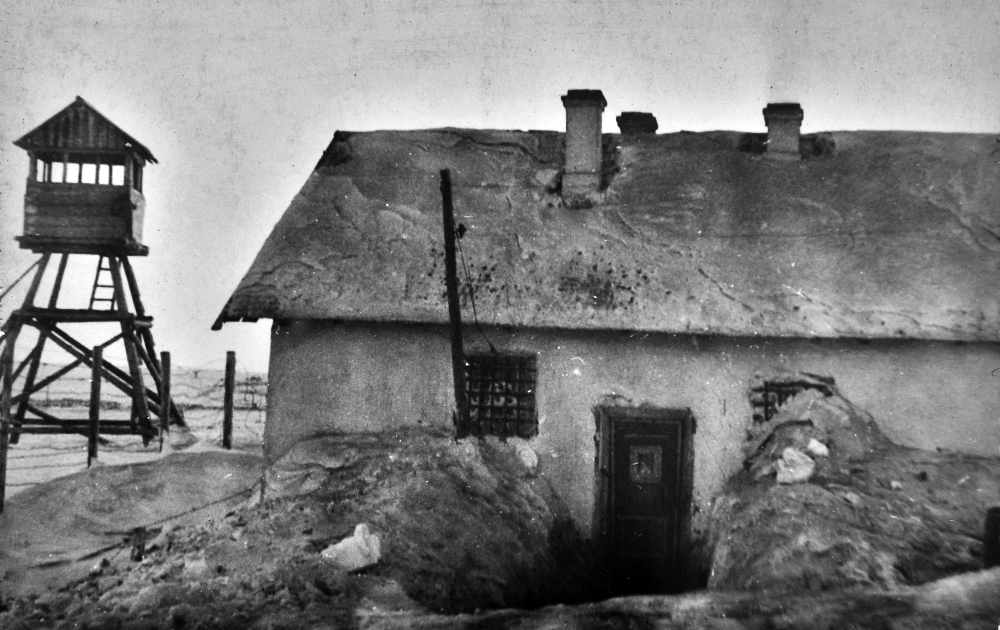
Barraca del gulag junto con una torre de vigía al fondo

Centro "Correccional" de Vorkutá o Vorkutlag (en ruso: Воркути́нский исправи́тельно-трудово́й ла́герь, transl.: Vorkutinski ispravítelno-trudovói láguer') fue el nombre eufemístico que recibió un campo de concentración gulag del gobierno soviético ubicado en Vorkutá, Komi, Rusia desde 1932 hasta 1962.
Fue uno de los campos de concentración más extensos de la Unión Soviética. En 1951 llegó albergar a 73.000 presos de diferentes condiciones: prisioneros de guerra, disidentes y presos políticos, "enemigos del estado", delincuentes comunes y miembros de grupos étnicos víctimas de la persecución que fueron utilizados para trabajos forzosos en las minas de carbón. El campo fue administrado por la Dirección Política Estatal Conjunta de 1932 a 1934, la NKVD de 1934 a 1946 y el Ministerio de Asuntos Internos desde 1946 hasta su cierre en 1962. En julio de 1953 se produjo el levantamiento de Vorkutá debido a las condiciones de vida.

## Historia

### Establecimiento de Vorkutá, 1930-1932
En 1930, el geólogo Georgy Chernov (1906-2009) descubrió importantes yacimientos de carbón junto al río Vorkutá. El padre de Georgy Chernov, el geólogo Alexander Chernov (1877-1963), promovió el desarrollo de la cuenca carbonífera del río Pechora, aproximadamente a 1900 km de Moscú y 160 km al norte del círculo polar ártico, que incluía los campos de Vorkutá. Era la segunda cuenca de carbón más grande de la Unión Soviética. Con este descubrimiento, la industria minera del carbón comenzó en la República Autónoma Socialista Soviética de Komi (en ese momento, solo las partes meridionales del campo estaban incluidas en la RASS de Komi; la parte norte, incluyendo Vorkutá, pertenecía al Distrito autónomo de Nenetsia del Óblast de Arcángel). En 1931 se estableció un asentamiento de geólogos en el campo de carbón, y la mayoría de los trabajadores eran reclusos del Gulag del campo de Ukhta-Pechora.
Fue construido en 1932 por las autoridades soviéticas. La ciudad de Vorkutá fue establecida el 4 de enero de 1936 para trabajar en el campo y explotar los yacimientos de carbón de la cuenca minera, la segunda más grande del país. El estatus de ciudad fue concedido a Vorkuta el 26 de noviembre de 1943.

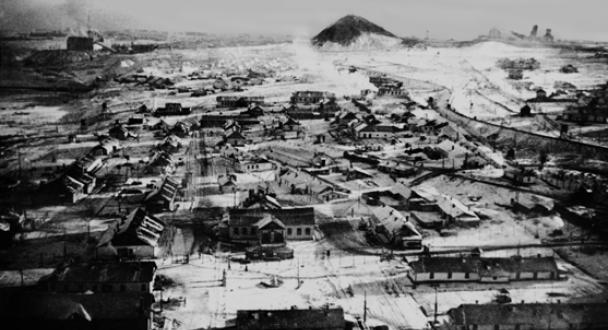
El complejo del campo de concentración industrial de Vorkuta estaba ubicado a 160 km sobre el círculo polar ártico. La ciudad tenía una población de aproximadamente 15.000 habitantes y unos 50 campos con más de 50.000 reclusos. (Fotos de la colección Tomasz Kizny, autor de Gulag).

El campo fue construido principalmente para la minería del carbón y la silvicultura. Mientras estuvo en funcionamiento hubo 132 subcampos.

### El levantamiento trotskista de 1936
Vorkutá en la década de 1930 se usó temporalmente como un campo no solo para trabajos forzados sino también para "reeducar" a disidentes políticos, especialmente trotskistas, la mayoría de los seguidores y simpatizantes de León Trotski fueron enviados a los gulags en Siberia, fueron ejecutados o exiliados por José Stalin como parte de la Gran Purga que comenzó en agosto de 1936. Las purgas y condenas de los seguidores de Trotski, los mencheviques y otras facciones del partido comenzaron mucho antes de la Gran Purga, pero los asesinatos y las condenas aumentaron a medida que Stalin sospechaba más de los miembros de alto rango del partido. el 27 de octubre de 1936, los presos trotskistas iniciaron una huelga de hambre y un pequeño levantamiento que se convirtió en uno muy largo y grande. Ivan Khoroshev, quien hizo un informe sobre el levantamiento y la huelga, escribió: “A mediados y fines de la década de 1930, los trotskistas en Vorkutá eran un grupo muy heterogéneo; algunos de ellos todavía se llamaban a sí mismos bolcheviques-leninistas”. Khoroshev estima que los “trotskistas genuinos” sumaban “casi 500 en la mina Vorkutá, cerca de 1000 en el campamento de Ukhta- Pechora, y ciertamente varios miles en total alrededor del distrito de Pechora”, (este informe no llegaría a Occidente hasta 1961).
Según Aleksandr Solzhenitsyn, los huelguistas exigieron, entre otras cosas, “la separación de los políticos de los criminales, una jornada laboral de ocho horas, el restablecimiento de la ración especial para los políticos y la entrega de raciones independientemente del desempeño laboral”. En su propio relato, el resumen de las demandas de Khoroshev es similar, excepto por una relativa a las raciones especiales. Según Khoroshev, los huelguistas de hambre insistieron solo en que “la cuota de alimentos de los prisioneros no debería depender de su norma de producción. Un bono en efectivo, no la ración de alimentos, debe utilizarse como incentivo productivo”. Después de 132 días de protestas y huelgas, el 8 de marzo de 1936 los huelguistas recibieron un “radiograma de la sede de la NKVD, redactado con estas palabras: 'Informar a los huelguistas de hambre retenidos en las minas de Vorkutá que todas sus demandas serán satisfechas' ”. La huelga duró 5 meses, lo que se considera como el levantamiento más largo que sucedió en el sistema Gulag, terminó como una victoria para los huelguistas trotskistas. Poco después de que terminara la huelga, la mayoría de los disidentes políticos, incluidos los trotskistas en los campos y alrededor de la Unión Soviética, serían ejecutados más tarde en la Gran Purga. Un sobreviviente anónimo de Vorkutá escribió un relato que afirmaba que hubo otra huelga de hambre antes del levantamiento trotskista que ocurrió en 1934, esta huelga también terminó en una victoria.

### Vorkutá, 1932-1961
Aproximadamente 102 prisioneros fueron alojados en el campo, la mayoría fueron transportados desde los campos cercanos Inta, Ukhta y otros en 1932 y pronto ascendieron a 332 prisioneros. En 1937 comenzó la construcción de la línea principal de Pechora, el nuevo ferrocarril era una adición al Ferrocarril del Norte (Rusia) que conectaba Moscú con Vorkutá, Konosha, Kotlas, los campos de Inta y otras partes del norte de la Rusia europea. El Ferrocarril fue construido por decenas de miles de prisioneros de Vorkutá y otros Gulags cercanos y se completó en 1941. El primer tren llegó el 28 de diciembre de 1941; a este importante evento asistieron residentes de Vorkutá y fue fotografiado por Fomin Yakov Yakovlevich quien se encargó de construir el ferrocarril. Desde 1939 los prisioneros polacos estuvieron recluidos en Vorkutá tras la ocupación de Polonia hasta la invasión alemana de la Unión Soviética en 1941. También se usó para retener a los prisioneros de guerra alemanes capturados en el frente oriental en la Segunda Guerra Mundial,como también diferentes grupos de alemanes étnicos de Rusia como los alemanes del Volga, así como a los criminales, ciudadanos soviéticos y de países aliados soviéticos considerados disidentes y enemigos del estado simplemente por pensar diferente.
Soldados estadounidenses también fueron llevados al campo, la mayoría de los cuales fueron capturados en la guerra de Corea. Muchos prisioneros no sobrevivieron y murieron congelados por el clima frío o de hambre ya que la comida escaseaba en Vorkutá y los internos trabajaban hasta la muerte. A los presos se les daba pan de centeno, trigo sarraceno, un poco de carne, pescado y patatas como alimento, pero en cantidades muy pequeñas; los presos recurrieron a matar ratas o perros callejeros como alimento. Las autolesiones eran comunes en el campamento: si un recluso sufría una lesión, lo enviaban al hospital donde las condiciones eran mejores. La cantidad promedio de tiempo de trabajo en el campamento era de 16 horas al día para cada recluso. Los guardias que protegían y administraban el Gulag formaban parte de la NKVD, MVD y el Ejército Rojo. Los guardias se reclutaban frecuentemente con contratos de tres años después de completar su servicio militar básico. Las regulaciones permitían a los guardias disparar sin advertir a cualquier prisionero que se desviara fuera de la zona de trabajo asignada o demasiado cerca de la valla del campo.

### El levantamiento armado de Lesoreid, 1942
El levantamiento armado Lesoreid comenzó el 24 de enero en la sección Lesoreid de Vorkutá, un campamento remoto que se dedicaba a la tala. El levantamiento involucró a más de 100 presos y no presos. Dirigidos por el jefe no prisionero de Lesoreid, Mark Andreevich Retiunin, los rebeldes tenían como objetivo capturar la ciudad cercana de Ust'-Usa, aunque su objetivo final sigue sin estar claro. Retiunin y su grupo desarmaron y dominaron a los guardias del campo, luego invitaron a otros prisioneros a unirse al levantamiento. Adquirieron comida, equipo y ropa de los almacenes del campamento antes de dirigirse hacia Ust'-Usa.

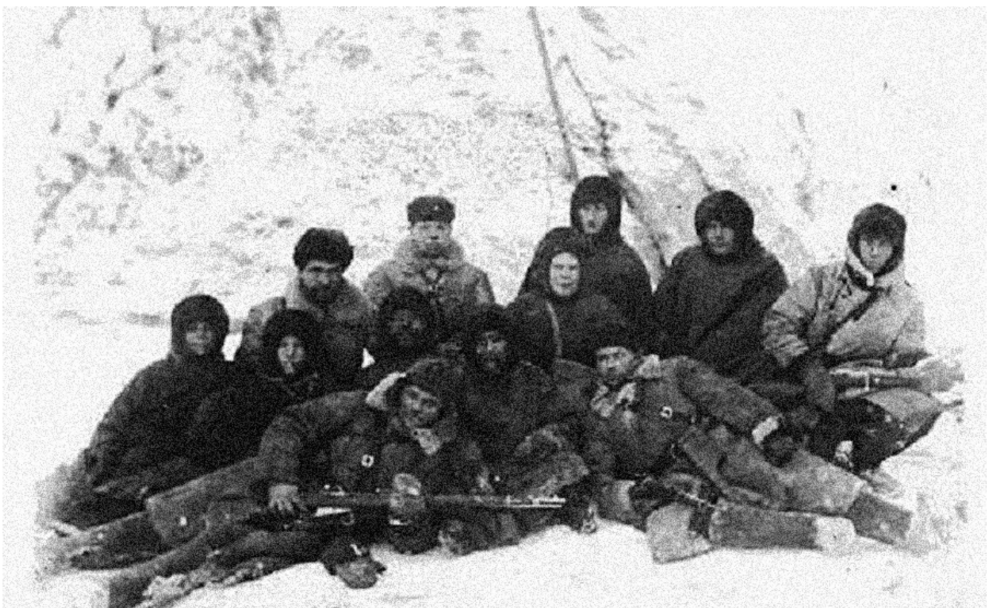
Guardia militar soviética después de la represión del levantamiento de Leoserid

Los rebeldes atacaron con éxito la oficina de comunicación de la ciudad, el Banco Estatal, la oficina de la NKVD y la cárcel, liberando prisioneros en el proceso. Sin embargo, fueron repelidos en el aeródromo y se enfrentaron a una feroz batalla en la oficina de la milicia local. Los refuerzos, incluidos guardias militarizados de la sección del campamento cercano de Polia-Kur'ia, obligaron a los rebeldes a retirarse de Ust'-Usa.
Cuarenta y un rebeldes huyeron en trineos, intentando llegar a Kozhva, la estación más cercana en la línea principal del norte de Pechora. A lo largo de su viaje, adquirieron más suministros y armas de diversas fuentes, incluido un convoy de armas. A pesar de sus esfuerzos, los rebeldes se dieron cuenta de que los perseguían y cambiaron su rumbo para dirigirse hacia el oeste por el río Lezha.
Las fuerzas gubernamentales, dirigidas por el diputado Narkom y el segundo secretario de Obkom, Vazhnov se enfrentaron con los rebeldes, con bajas en ambos bandos. El grupo principal de rebeldes, encabezado por Retiunin, fue derrotado el 2 de febrero y varios rebeldes optaron por quitarse la vida en lugar de ser capturados. El último grupo de rebeldes fue capturado el 4 de marzo. En total, 48 rebeldes murieron y 8 fueron capturados.

### El levantamiento de Vorkutá, 1953
El levantamiento de Vorkutá ocurrió en el Gulag Vorkutá del 19 de julio de 1953 al 1 de agosto de 1953 cuando los reclusos de varios campos, que se vieron obligados a trabajar en las minas de carbón de la región, se declararon en huelga. El levantamiento, inicialmente en forma de huelga pasiva, comenzó el 19 de julio de 1953 o antes, en un solo "departamento" y se extendió rápidamente a otros cinco. Las demandas iniciales—dar a los reclusos acceso a un fiscal estatal y la debida justicia—cambiaron rápidamente a demandas políticas. Las huelgas eran claramente visibles en las proximidades ya que las ruedas de los castilletes de las minas dejaron de girar y los trenes, que tenían eslóganes pintados por prisioneros a los lados, y cuyas tripulaciones difundían las noticias, hizo que corriera la noticia. El número total de reclusos en huelga llegó a 18.000. Los internos permanecieron estáticos dentro de los perímetros de alambre de púas.   Durante una semana después de la huelga inicial, la administración del campo aparentemente no hizo nada; aumentaron los guardias perimetrales pero no tomaron medidas contundentes contra los reclusos. Las minas fueron visitadas por el Fiscal de Estado de la URSS, Roman Rudenko, el Comandante de las Tropas Internas, Ivan Maslennikov, y otros altos mandos de Moscú. Los generales hablaron pacíficamente con los reclusos que estaban sentados ociosos en los patios del campo. Sin embargo, el 26 de julio la turba irrumpió en el recinto de máxima seguridad y liberó a 77 de sus reclusos. Los comisarios de Moscú permanecieron en Vorkutá planeando su respuesta. Los reclusos exigieron metas de producción más bajas, salarios y que se les permitiera escribir más de dos cartas al año. Se hicieron concesiones, incluida la autorización para escribir más de dos cartas al año y la autorización de un visitante al año, pero los reclusos exigieron más. El 31 de julio, el jefe del campo, Derevyanko, inició arrestos masivos de "saboteadores"; los presos respondieron con barricadas. 

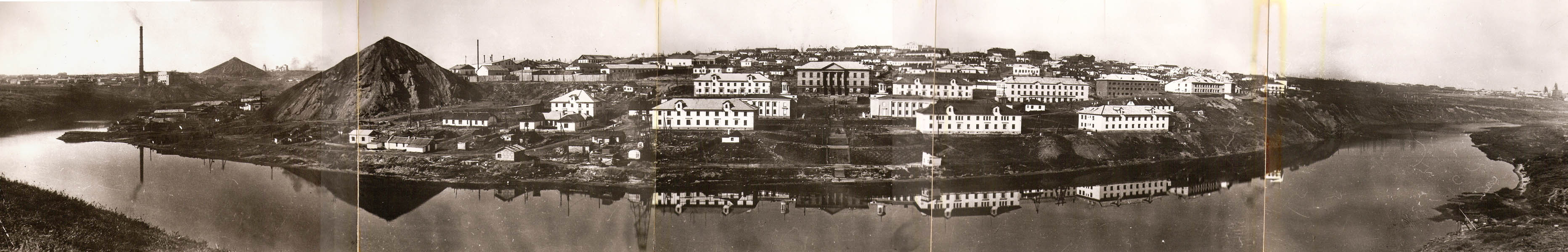
Panorama de Vorkutá, foto tomada a fines de la década de 1950.

Al día siguiente, el 1 de agosto, después de nuevos enfrentamientos sin derramamiento de sangre entre reclusos y guardias, Derevyanko ordenó disparar directamente contra la turba, lo que provocó la muerte de al menos 53 trabajadores y heridas a 135 (muchos de ellos, privados de asistencia médica, murieron más tarde), aunque las estimaciones varían. Según Aleksandr Solzhenitsyn, hubo 66 muertos. Entre los fusilados estaba el sacerdote católico letón Jānis Mendriks.

### Clausura de Vorkutá, 1962
El campo de Vorkutá fue liquidado por orden del Ministerio de Asuntos Interiores soviético y finalmente cerrado en 1962. El cierre de Gulags comenzó cuando Nikita Jrushchov llegó al poder. Este inició una serie de reformas conocidas como desestalinización que provocaron el cierre de la mayoría de Gulags. Vorkutá se convirtió en uno de los gulags más conocidos, se ganó la reputación de ser uno de los peores de la Unión Soviética. Aproximadamente 2 millones de prisioneros habían ido a Vorkutá desde 1932 hasta el cierre en 1962, la cantidad de muertes en el campo se estimó en 200.000. La mayoría de los prisioneros fueron liberados después del cierre de Vorkutá, pero un gran número de ciudadanos soviéticos que eran ex prisioneros permanecieron viviendo en la ciudad, ya sea debido a las restricciones en su asentamiento o su mala situación financiera, o porque no tenían adónde ir. Memorial, una organización no gubernamental rusa de derechos humanos que se enfoca en registrar y publicitar las violaciones de derechos humanos del totalitarismo de la Unión Soviética y actualmente disuelta por las autoridades, estima que de las 40.000 personas que cobran pensiones estatales en el área de Vorkutá, 32.000 son ex reclusos del gulag o sus descendientes.

### Vorkutá durante la Segunda Guerra Mundial

#### Las condiciones de trabajo
Las condiciones de trabajo durante la Segunda Guerra Mundial fueron especialmente brutales. La jornada laboral se incrementó de ocho a diez horas para los no presos y de diez a doce horas para los presos. La falta de alimentos en todo el país debido a las tierras de cultivo comprometidas y el desvío masivo de alimentos al Ejército Rojo significaba que alimentar a los prisioneros del Gulag no era una gran prioridad. Además, el sistema de Gulag en su conjunto experimentó una afluencia masiva de prisioneros durante la guerra debido a que los prisioneros de guerra y otros disidentes fueron capturados y enviados a los Gulag. En 1943 y 1944, la mayoría de los prisioneros de Vorkutá vivían al borde de la inanición. La tasa de mortalidad del sistema Gulag en su conjunto también aumentó. En 1939 y 1940, las tasas de mortalidad fueron de 38,3 por mil presos y 34,7 por mil presos, respectivamente. En 1941 ascendió a 67,3/mil, en 1942 a 175,8/mil y en 1943 a 169,7/mil.

#### Producción de carbón
Como importante productor de carbón, Vorkutá desempeñó un papel importante en la economía de guerra de la Unión Soviética abasteciendo las fábricas de la maquinaria bélica. 

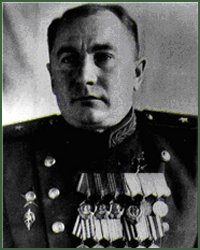
General de división Mijaíl Mitrofánovich Máltsev

Debido a los avances iniciales de Alemania en la guerra, el principal proveedor de carbón de la Unión Soviética era Ucrania. A fines de 1941, el ejército nazi había ocupado prácticamente toda Ucrania, reduciendo a la mitad la producción soviética de carbón. A partir de 1943, la población de prisioneros de Vorkutá se disparó, al igual que la tasa de extracción de carbón. El 17 de marzo de 1943, se subrayó la importancia del carbón de Vorkutá con la sustitución del director del campo, Leonid Aleksándrovich Tarjánov, por el ingeniero coronel (y más tarde general de división) Mijaíl Mitrofánovich Máltsev. Máltsev fue seleccionado personalmente por el director de la NKVD, Beria, para supervisar la producción del campamento.
Máltsev utilizó su experiencia militar para aumentar drásticamente la producción. Aumentó las horas de trabajo tanto de los presos como de los no presos y, para mejorar la disciplina, recompensó a los presos que trabajaban duro y castigó a los contrarios. Por lo general, una recompensa por el trabajo duro vendría en forma de una liberación anticipada, mientras que los castigos solían ser la ejecución.
El crecimiento de la producción de carbón en Vorkutá durante el mandato de Máltsev de 1943 a 1947 fue tremendo. Durante este período de cinco años, la producción anual de carbón se duplicó con creces. De 1940 a 1948, el año posterior a la salida de Máltsev de Vorkutá, la producción anual de carbón se multiplicó por dieciocho. Esto se debe no solo a la administración de Máltsev, sino también a la gran inversión del gobierno soviético en el campo.

#### Importancia para Leningrado
La ciudad de Leningrado, durante el asedio que sufrió que fue el más largo de la Segunda Guerra Mundial, fue un importante cliente del carbón de Vorkutá. Tras el colapso de las cuencas de carbón de Don y Moscú en Ucrania, Vorkutá se convirtió en la fuente de carbón más cercana a Leningrado, que experimentó un bloqueo casi total desde septiembre de 1941 hasta enero de 1944. La escasez generalizada de carbón en toda la Unión Soviética y, específicamente, el gran requerimiento en Leningrado, inculcaron una necesidad apremiante de acelerar la expansión de la infraestructura de carbón de Vorkutá. El carbón de Vorkutá era una fuente vital de energía para la cercada Leningrado.

### Ubicación

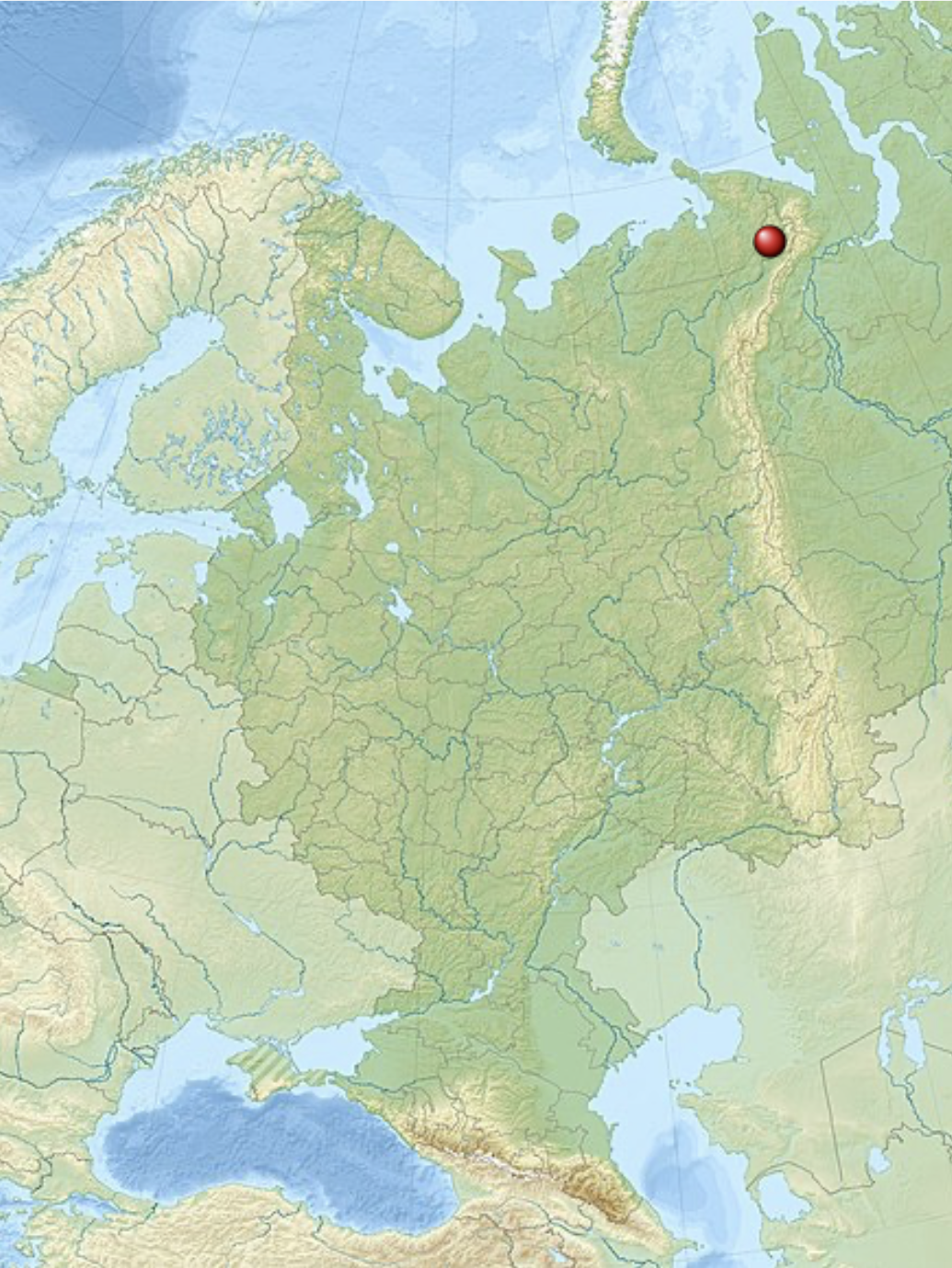
Coordenadas de Vorkutlag: 67°29′48.4080N 64°3'38.2968 E

El Gulag Vorkutá estaba ubicado en Vorkutá, en la parte noroeste de la República Socialista Soviética Autónoma de Komi en la República Socialista Federativa Soviética de Rusia, Unión Soviética. Situada 160 km sobre el círculo polar ártico y aproximadamente 50 km de la cordillera de los Urales. La ciudad y el Gulag estaban ubicados 8 kilómetros debajo de la localidad urbana de Oktyabr'skii (Октябрьский), 13 kilómetros al oeste de Sovetskii (Советский) y 14 km al este de Zapolyarnyi (Заполярный). Las localidades, pueblos, ciudades y tierras circundantes estaban todos ubicados en un distrito más grande llamado Gorod Vorkutá o Distrito Vorkutá (город Воркута que se traduce como "Ciudad Vorkuta") La RSSA de Komi y Gorod Vorkuta estaban ubicados en la parte más al norte de la Rusia europea. 

### Clima
Vorkutá era extremadamente frío ya que estaba ubicado en la parte más al norte de la Rusia europea en el círculo polar ártico. Las temperaturas medias desde el invierno hasta el verano es de -25 °C (-13 °F) a 18 °C (64,4 °F) y llegan a −52 °C (−61 °F). Vorkutá tiene un clima subártico ( Köppen Dfc ) con veranos cortos y frescos e inviernos muy fríos y nevados. El sol de medianoche o "día polar" era común en Vorkutá, donde el sol no se ponía durante tres meses, y duraba del 30 de mayo al 14 de julio; Vorkutá también tenía noche polar. La noche polar duraba del 17 al 27 de diciembre, lo que afectaba mucho a los prisioneros en Vorkutá; los prisioneros no recibían ropa lo suficientemente buena para sobrevivir al clima del lugar, y muchos morían congelados. La temperatura promedio de febrero es de aproximadamente -20 °C (−4 °F), y en julio es de aproximadamente +13 °C (55 °F). El clima de Vorkutá se ve influido tanto por su lejanía del Atlántico Norte como por la proximidad al Océano Ártico, que trae aire frío en primavera.

### Vorkutá en la actualidad
Vorkutá es ahora una ciudad en la República de Komi, Rusia. Los restos del Gulag están abandonados y parcialmente o casi totalmente destruidos. Está disminuyendo considerablemente la población y está siendo abandonada lentamente. Después de la disolución de la Unión Soviética las compañías mineras se trasladaron más lejos, a las regiones del sur de Rusia. La mayoría de la población trabajaba en las minas de carbón cercanas y después de que las empresas mineras de carbón comenzaran a mudarse de Vorkutá se perdieron muchos puestos de trabajo. Hoy Vorkutá apenas está habitada por una población estimada de 50.000 habitantes y sigue disminuyendo.

### Presos conocidos
- Aleksei Kapler

Aleksei, que era el prisionero más conocido de Vorkutlag en ese momento, era un conocido guionista, escribiendo las películas "Lenin en octubre" y "Lenin en 1918". Aleksei fue enviado a Vorkutá no como disidente político o criminal, sino por su historia de amor con la hija del dictador José Stalin, Svetlana, que concluyó en 1943 cuando Kapler fue sentenciado a cinco años a causa de la agitación antisoviética.
Mal'tsev, impresionado con Kapler, le permitió trabajar como fotógrafo de la ciudad y vivir en condiciones relativamente cómodas, mucho mejores que las del resto de Vorkutlag. Kapler vivía y trabajaba fuera de la zona del campamento, y se le permitía un apartamento desde el que podía ir y venir cuando quisiera.
- Homer Harold Cox

Homer Harold Cox, secuestrado en Berlín Oriental en 1949 y liberado en 1953 junto con la marino mercante estadounidense Leland Towers. Vorkutlag no solo fue el sitio de encarcelamiento para los soviéticos, sino también para los militares estadounidenses. Era probable que los militares estadounidenses detenidos en Vorkutá fueran colocados en instalaciones subordinadas a Rechlag. Uno de esos prisioneros fue el soldado del ejército estadounidense Homer Harold Cox. Cox, un policía militar estadounidense en Berlín, fue drogado y arrestado en el sector soviético de Berlín Oriental el 6 de septiembre de 1949. Un año después de su liberación, en 1954 Cox murió de neumonía. Poco después de su muerte, la prometida de Cox hizo una declaración a la prensa de que "el asesinato es la única explicación" para su muerte, lo que llevó a rumores de un complot de la KGB.
- Heinz Baumkötter (1912-2001) médico en el campo de concentración de Mauthausen, arrestado en 1947, liberado en 1956.
- Walter Ciszek (1904-1984): sacerdote católico estadounidense y escritor de memorias arrestado en 1941, liberado en 1955, sobrevivió.
- Shlomo Dykman (1917–1965): traductor judío-polaco y erudito clásico.
- Valentín González (1904-1983): comandante de brigada del Ejército Comunista Español y del Ejército Republicano Español durante la Guerra Civil Española, escapó con éxito en 1949.
- Anton Kaindl (1902–1948): comandante de las SS del campo de concentración de Sachsenhausen entre 1942 y 1945, murió en 1948.
- Jaan Kross (1920–2007): escritor estonio.
- Jānis Mendriks (1907–1953): sacerdote católico letón, asesinado en el levantamiento.
- Der Nister (1884–1950): escritor yiddish.
- Eric Pleasants (1913-1998): ciudadano británico que se unió a las Waffen-SS sirviendo en el Cuerpo Libre Británico durante la Segunda Guerra Mundial.
- John H. Noble (1923–2007): sobreviviente estadounidense del sistema Gulag soviético (liberado después de ~ 10 años) que escribió dos libros sobre experiencias allí.
- Zvi Preigerzon (1900–1969): escritor hebreo y científico del enriquecimiento del carbón.
- Nikolay Punin (1888–1953): erudito de arte, curador y escritor ruso. Esposo de derecho consuetudinario de la poeta Anna Akhmatova.
- Georgy Safarov (1891–1942): revolucionario bolchevique, miembro del Partido Comunista de la Unión Soviética – ejecutado.
- Günter Stempel (1908–1981): político de Alemania Oriental y miembro del Partido Liberal Democrático.
- Edward Buca (página de Wikipedia en ruso: https://ru.wikipedia.org/wiki/ Буц,_Эдвард_Антонович). (1926-2013): Soldado del Ejército Nacional Polaco que fue arrestado en agosto de 1945, liberado en 1958.
- Joseph Scholmer (página de Wikipedia en alemán: https://de.wikipedia.org/wiki/Joseph_Scholmer) (1913-1995): médico que trabajaba para la Autoridad Central de Salud en Berlín, acusado de ser un agente de la Gestapo y los Servicios Secretos Americanos y Británicos (Oficina de Servicios Estratégicos y MI6) en mayo de 1949, arrestado en 1949, liberado en 1953.
- Alla Tumanova (1931-): estudiante del Instituto Pedagógico Estatal Lenin, arrestada a los 20 años en 1951, liberada en 1956, actualmente viva.
- Gunter Albrecht (1928-2013): prisionero de guerra británico liberado después de la Segunda Guerra Mundial, arrestado por el NKVD en 1949. llevado a Vorkutá en 1950, liberado en 1955.
- Georgi Naumovitch Baluta (c. 1913-Desconocido): soldado del Ejército Rojo que fue prisionero de guerra en Alemania y Francia, arrestado en 1945 por ser acusado de trabajar para la Wehrmacht, liberado en 1956, permanece trabajando en la mina de carbón.
- Peter Bordihn (1928-después de 1990): Trabajó como conductor para la agencia comercial soviética en Berlín Oriental, arrestado en 1948 por actividades socialdemócratas, deportado a Vorkutá, donde tuvo que trabajar principalmente bajo tierra en el 8.º pozo, liberado en 1953.
- Roland "Bude" Booth (1926-2019): soldado checoslovaco en la Segunda Guerra Mundial, arrestado en 1950 por la Stasi, liberado en 1955.
- Nikolai Mikhailovich Fedorowski (1886-1956): miembro del partido bolchevique, soldado en la Guerra Civil Rusa, arrestado en 1937 en Moscú, acusado de "participación en una organización antisoviética", liberado de Vorkutá en 1942 y transferido a Scharaschka (prisión especial para fines de investigación con prisioneros altamente calificados) en Moscú.
- Konstantin Waleryanovich Flight (1912-Desconocido): Arresto en Moscú, posiblemente debido a una pieza que K. Flight sobre el tema del "terror" para su amigo Meyerhold y entró en posesión de la OGPU a través de un amigo, enviado a un desconocido Gulag Siberiano. Transferido a Vorkutá en 1936, liberado en 1946.
- Werner Gumpel (1930-después de 2005): Estudió periodismo en la Universidad de Leipzig, arresto y condena por un tribunal militar soviético en 1950 en Dresde, liberado en 1955.
- Horst Hennig (1926-2020): Estudió medicina en la Universidad de Halle, arresto y luego condena por un tribunal militar soviético en Halle (Saale), participó en la huelga de prisioneros en el campo del pozo 29, julio de 1953. liberado en 1955.
- Albertine Hönig (1901-después de 1995): ayudó a los soldados alemanes a escapar de Rumania en 1944, arrestada por la policía secreta rumana (Securitate) y entregada a las autoridades soviéticas. liberado en 1959.
- Hans Jürgen Jennerjahn (1928-2016): Arrestado en 1950 en Schwerin por participar en un grupo de resistencia, liberado en 1955.
- Erwin Jöris (1912-2013): miembro de la juventud comunista en Berlín, soldado de la Wehrmacht en la Segunda Guerra Mundial, arresto y condena por un tribunal militar soviético en 1950, liberado en 1955.
- Johannes Krikowski (1930-2007): arrestado en 1951 por criticar abiertamente a la RDA, Juicio en Schwerin en 1952. liberado en 1955.
- Krumm Karl-Heinz (1930-1992): Miembro del Partido Liberal Democrático de Alemania (PLD), arrestado en 1949 en relación con las detenciones masivas de miembros del PLD en Schwerin, condena por el Tribunal Militar soviético n.º 48240. enviado a Vorkutá en 1950, liberado en 1955.
- Klaus Lamprecht (1929-2003): Miembro del Partido Liberal Democrático de Alemania (PLD), arrestado en 1949 durante el curso de arrestos masivos de miembros del PLD en Bergen, condena por el Tribunal Militar soviético en 1950. enviado a las prisiones de Moscú (Kuchino y Butyrka) y Vorkutá en 1951, liberado en 1953.
- Eduard Lindhammer (1932-): Compromiso en el PLD, arrestado en 1950 durante una clase en una escuela secundaria de Schwerin. Transportado a la URSS, liberado en 1954.
- Helmut Mehl (1926-después de 1991): soldado en la Wehrmacht, capturado por los soviéticos. liberado por razones de enfermedad, se unió al PLD, arrestado en 1949, Condena en 1950 por el Tribunal Militar soviético n.º 48240. liberado en 1953.
- Theodor Mersch (1913-1953): 1949, Denuncia de que supuestamente inventó un supermotor. Arresto en Brandeburgo. Durante la detención preventiva, el servicio secreto soviético intenta hacerse con este invento. Condena por un comité especial en el MGB soviético (URSS), enviado a algunos campos de Gulag y Vorkuta en 1949, muere en el pozo 9/10 como resultado de un accidente.
- Dietrich Otto Minckert (1927-1997): ayudante de la Luftwaffe que fue capturado por los británicos, liberado de vuelta a Alemania, escapó a Berlín Occidental en 1950, secuestrado y llevado de vuelta a Berlín Oriental. Condena por el tribunal militar soviético de la parte de la tropa 48240 en 1951 en Halle, enviada a Vorkutá, liberada en 1956.
- Leonid-Torwald Alwianowitsch Mjutel (1911-1991): soldado del Ejército Rojo cuya familia fue acusada de "la casa común y el ingreso común", incluida en la lista negra en 1938 por el NKVD, arrestado en 1938 y 1939 junto con su familia. Condena por un comité especial en el NKVD según el llamado párrafo de la carta ASA (Agitación Antisoviética) a cinco años de prisión, liberado en 1946.
- Vytautas Svilas (página de Wikipedia en lituano: https://lt.wikipedia.org/wiki/Vytautas_Svilas) (1925-1992): líder de la resistencia lituana que intentó iniciar la guerra de guerrillas en Lituania, arrestado en junio de 1945, después de una brutal interrogación fue condenado a 15 años de trabajos forzados en los Gulags y 5 años de exilio. liberado en 1956.
- Horst Narweleit (1932-): Nacido en Osterode am Harz, policía fronteriza sirviendo en Lenzen (Elba) en las Tropas Fronterizas de la República Democrática Alemana, arrestado en 1950 por escuchar una conversación sobre una fuga posiblemente planeada y no informarla. Condenado a 25 años en los Gulags, transportado a Vorkutá a través de Brest, Bielorrusia, Gomel, Moscú y Vologda. Liberado en 1953 debido a un decreto de amnistía.

### Galería fotográfica

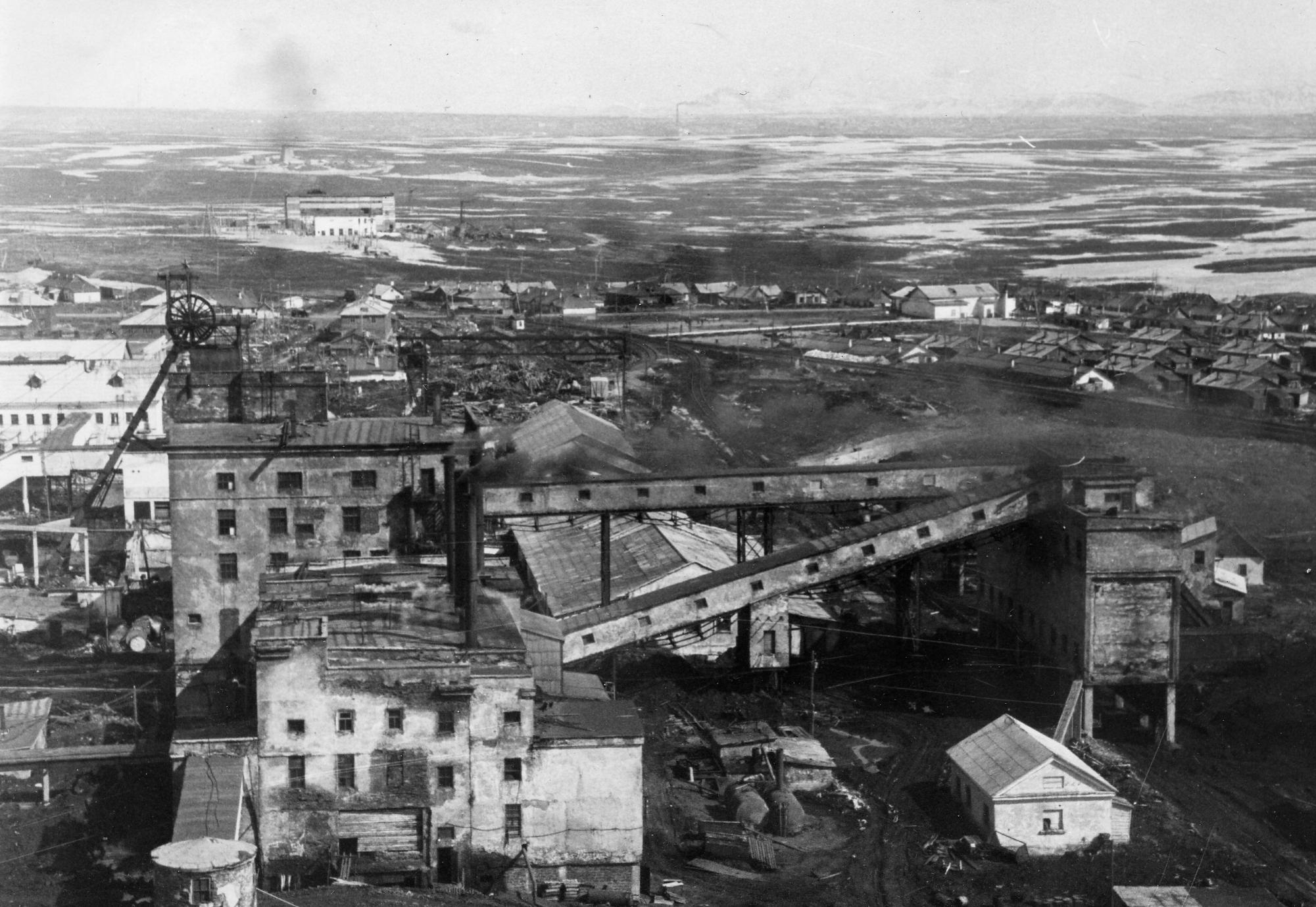
Mina de carbón 25, Vorkutá, 1968.
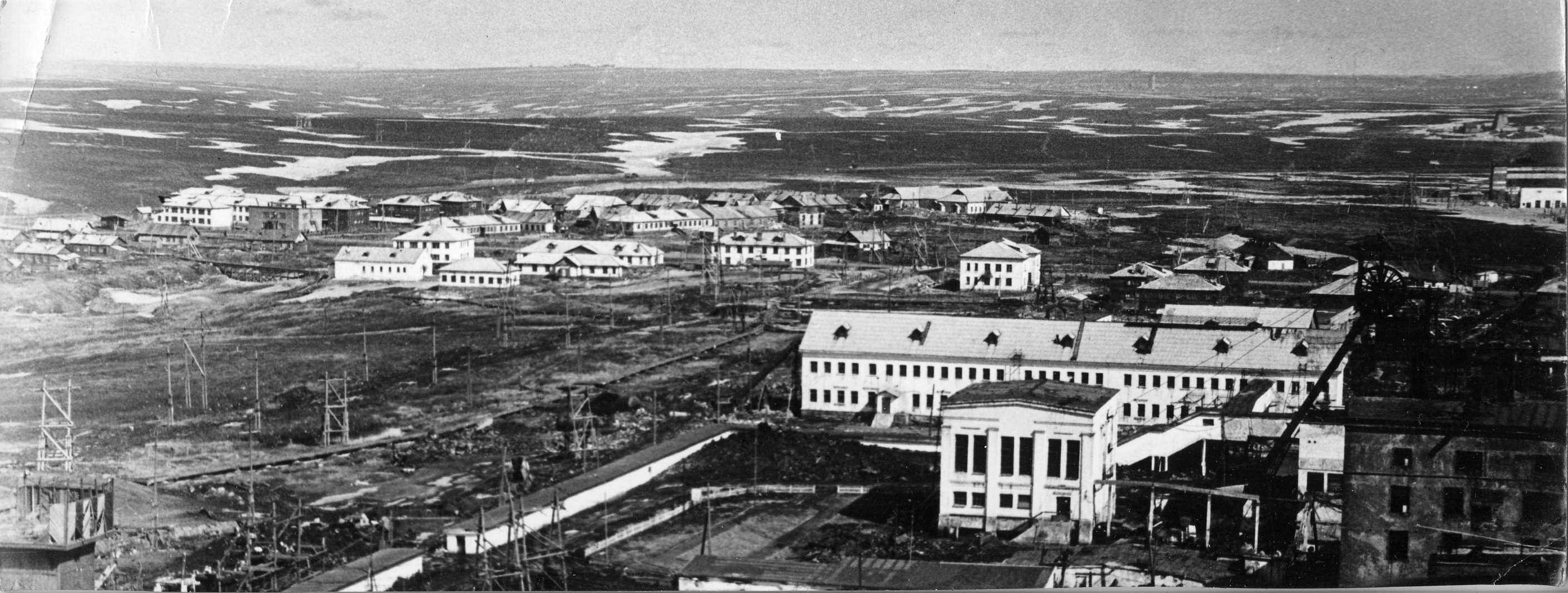
Mina de carbón 25, foto tomada desde un banco de desechos, 1968.
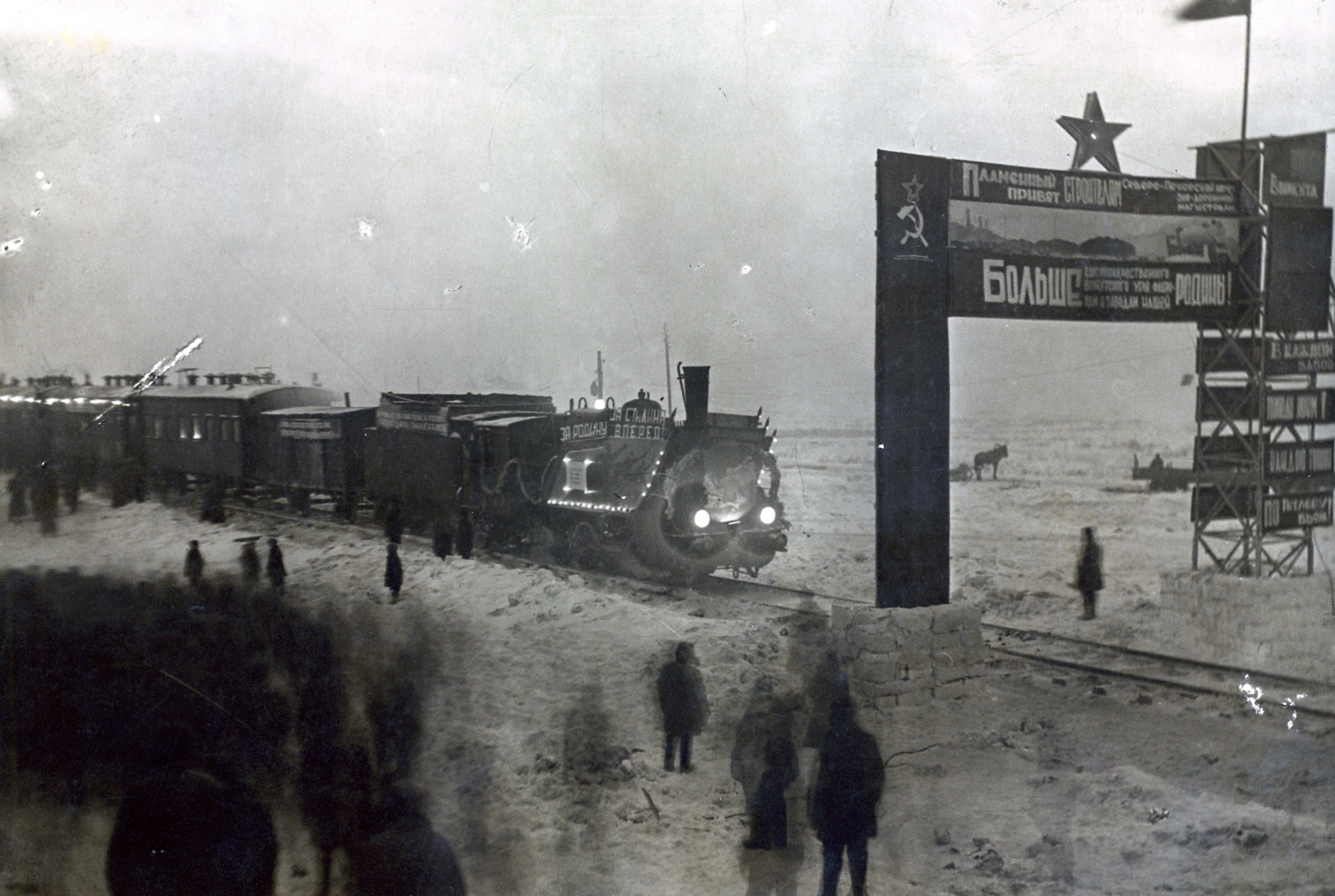
Reunión del primer tren en Vorkutá. Fomin Yakov Yakovlevich fotografió personalmente este evento, siendo el responsable de la construcción del ferrocarril, el 28 de diciembre de 1941.
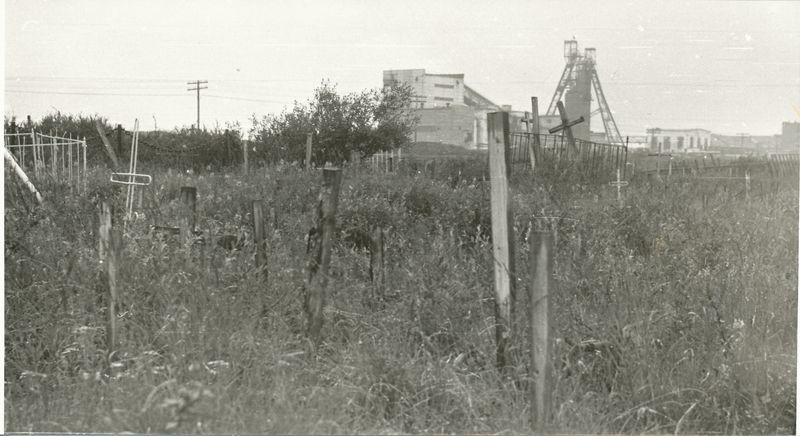
Tumbas de los presos políticos lituanos en Vorkutá, siglo XX
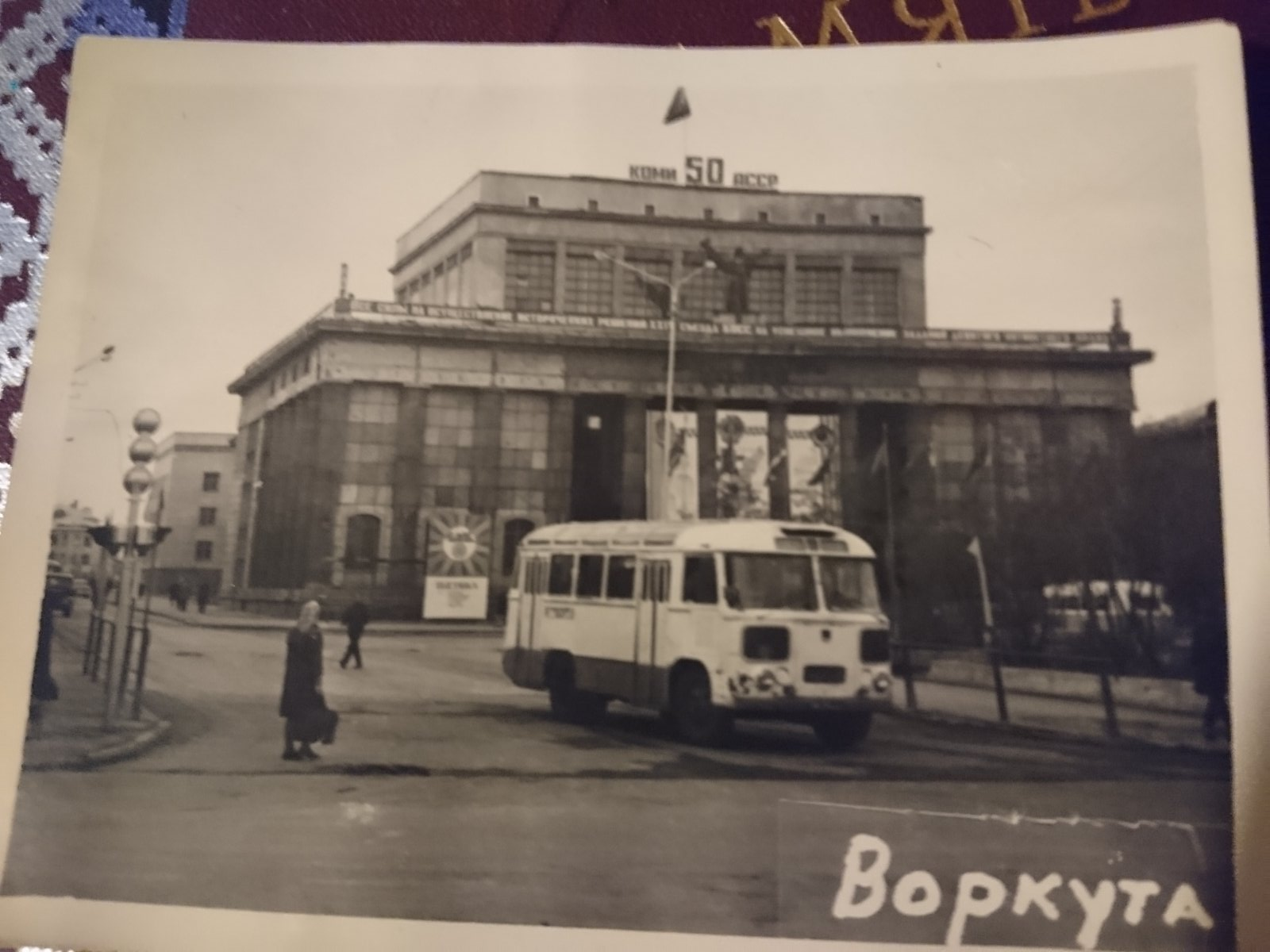
Palacio de la Cultura de los Mineros, Vorkuta, 1963.
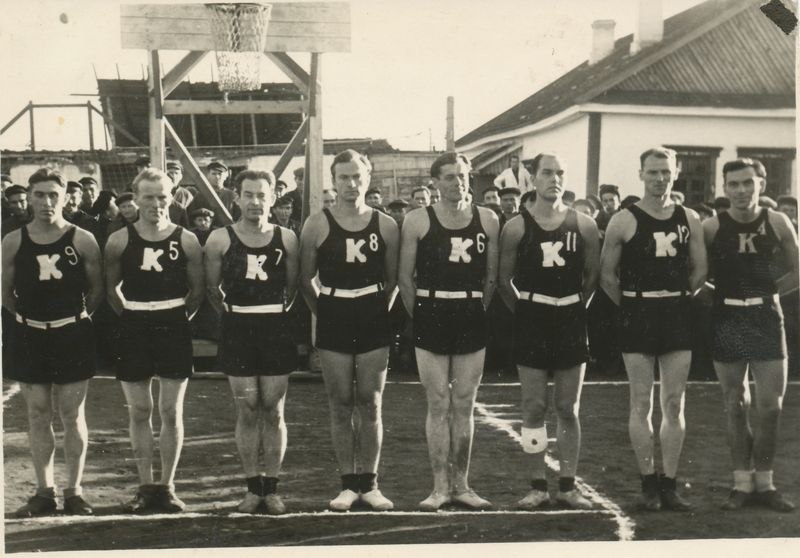
Equipo de baloncesto de presos políticos lituanos, Vorkutá, 1954.
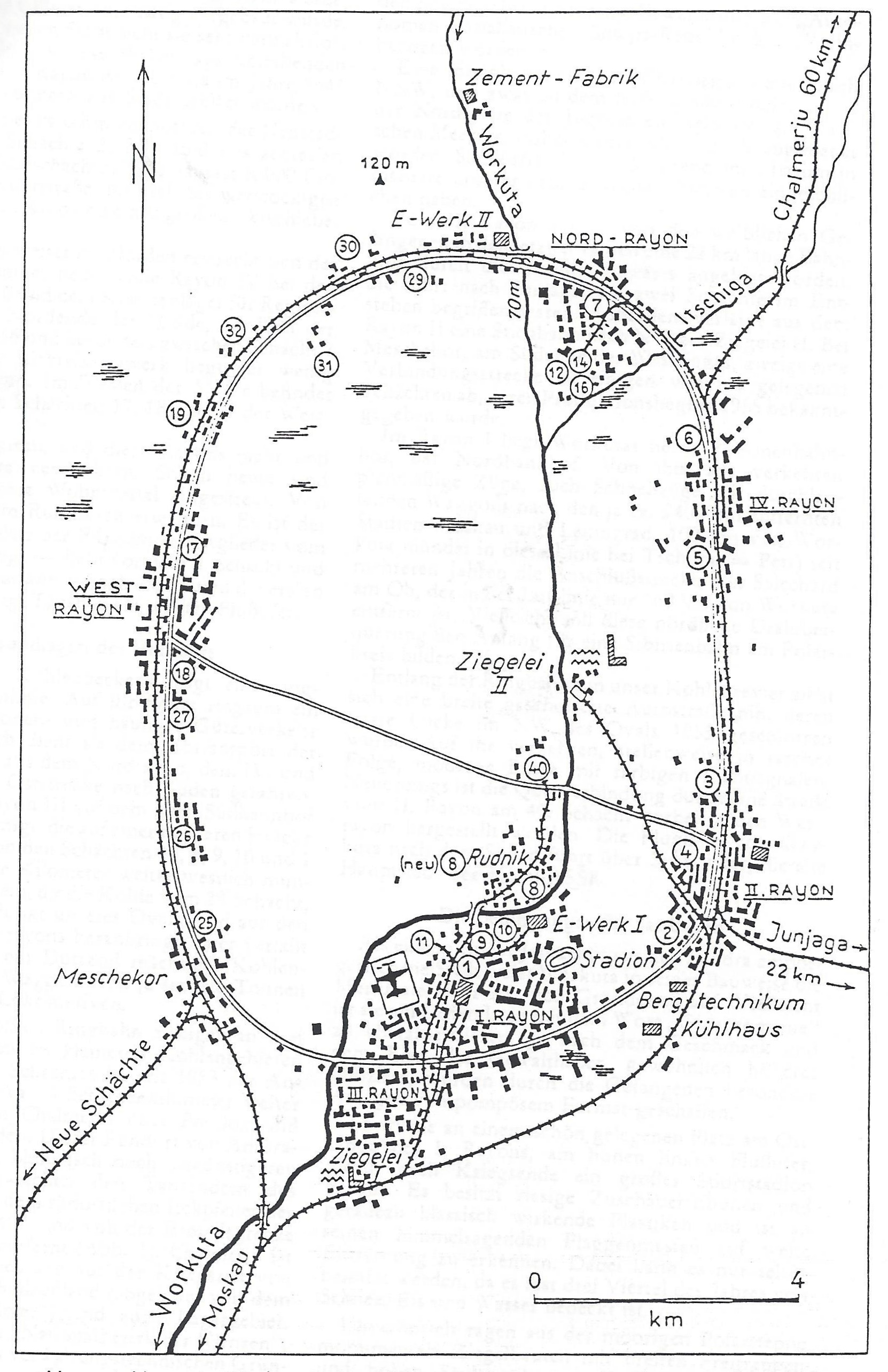
Mapa del campo de trabajo de Vorkutá (en alemán). Los números de los ejes en los círculos, Mapa trazado entre 1951-1956, imagen tomada de Geografía Tomo XI, 1957, p. 208. Kurt Behrens: Alemanes en campos penales y prisiones en la Unión Soviética, Volumen V/1/2/3. Editorial Ernst y Werner Gieseking, Bielefeld. Múnich 1965, pág. 25